# Bertrand de La Tour
Bertrand de La Tour (Camboulit, 1265? – Avignone, 1332 o 1333) è stato un cardinale francese.

## Biografia
Entrò tra i francescani a Figeac: studiò a Parigi e Tolosa. Fu ministro provinciale d'Aquitania e prese duramente posizione contro la diffusione della tesi della radicale povertà di Gesù e degli apostoli, sostenuta dalla corrente dei francescani spirituali.
La sua opera venne apprezzata da papa Giovanni XXII, che lo inviò, assieme a Bernardo Gui, in missione nell'Italia settentrionale, in Francia e nelle Fiandre.
Ricoprì le cariche di vicario generale del suo ordine e inquisitore in Francia.
Nel 1320 venne consacrato arcivescovo di Salerno e creato cardinale del titolo di San Vitale: nel 1323 venne promosso alla sede suburbicaria di Frascati.
Quando, nel capitolo generale dei francescani celebrato a Perugia nel 1322, il ministro generale Michele da Cesena si schierò con gli spirituali a favore della tesi sulla povertà di Gesù, Bertrand de La Tour si mantenne fedele a Giovanni XXII, che osteggiava queste dottrine.
Dopo la deposizione di Michele da Cesena, nel 1328 Bertrand de la Tour venne chiamato a guidare l'ordine: mantenne la carica fino al 1329, quando venne sostituito da Geraldo Ot.
Morì ad Avignone e venne inumato nella chiesa del locale convento del suo ordine.

## Genealogia episcopale e successione apostolica
La genealogia episcopale è:
- Cardinale Bérenger de Frédol il Giovane
- Cardinale Bertrand de la Tour, O.Min

La successione apostolica è:
- Arcivescovo Ferrer Abella, O.P. (1323)
- Arcivescovo Engelbert von Dolen (1323)
- Vescovo John de Ross (1325)
- Vescovo William de Paul, O. Carm. (1327)
- Arcivescovo Leone di Montecaveoso (1327)
- Vescovo Giovanni del Campo (1327)
- Vescovo James Bane (1328)
- Vescovo Ralph de Kilmessan, O.F.M. (1328)
- Vescovo Vasco Martins (1329)
- Vescovo Gilles de Altracia, O.P. (1329)
- Vescovo Alexander de Kininmund (1329)
- Vescovo Raymond de Montaigu (1330)
- Vescovo Friedrich von Eickstedt (1330)
- Vescovo Tommaso di Ripatransone, O.P. (1331)
- Vescovo Edmund di Caermarthem, O.P. (1331)